# Quártica de Klein

A quártica de Klein é um quociente da ordem triangular da ordem 7.

Dualmente, o quártico Klein é um quociente do ladrilho duplo, o ladrilho heptagonal da ordem 3.

Na geometria hiperbólica, a quártica de Klein (nomeado por Felix Klein) é uma superfície de Riemann compacta do gênero 3 com o grupo de automorfismo de ordem mais alta possível para esse gênero, com ordem de 168 automorfismos de preservação de orientação e 336 automorfismos se a orientação puder ser revertida. Como tal, o quártico Klein é a superfície de Hurwitz do gênero mais baixo possível; veja o teorema dos automorfismos de Hurwitz. Seu grupo de automorfismo (preservação da orientação) é isomórfico ao PSL(2,7), o segundo menos grupo simples não-abeliano. O quártico foi primeiramente descrito em por Klein, em 1878.
O quártico de Klein ocorre em muitos ramos da matemática, em contextos que incluem a teoria das representações, a teoria da homologia, a multiplicação de octões, o último teorema de Fermat e o teorema de Stark-Heegner em campos numéricos quadráticos imaginários da classe número um; consulte (Levy 1999) para uma pesquisa de propriedades.
Originalmente, o "Klein quártico" a que se refere especificamente ao subconjunto do complexo plano projectiva P2(C) definida por uma equação algébrica . Isso possui uma métrica riemanniana específica (que a torna uma superfície mínima em P2(C) ), sob a qual sua curvatura gaussiana não é constante. Mas, mais comumente (como neste artigo), agora é entendida como qualquer superfície de Riemann que seja conformemente equivalente a essa curva algébrica, e especialmente a que é um quociente do plano hiperbólico H2 de determinados cocompactos grupos G, que age livremente no H2 isometricamente. Isto dá o Klein quártico uma métrica Riemannianos de curvatura constante −1 que herda a partir de H2 Esse conjunto de superfícies Riemannianas conformemente equivalentes é exatamente o mesmo que todas as superfícies Riemannianas compactas do gênero 3, cujo grupo de automorfismo é isomórfico ao grupo simples e único da ordem 168. Esse grupo também é conhecido como PSL(2, 7) e também como grupo isomórfico PSL(3, 2) . Pela teoria do recobrimento, o grupo G mencionado acima é isomórfico ao grupo fundamental da superfície compacta do gênero 3.

## Formas fechadas e abertas
É importante distinguir duas formas diferentes do quártico. O quártico fechado é o que geralmente se menciona em geometria; topologicamente, existe o gênero 3 e é um espaço compacto. O quártico aberto ou "perfurado" é de interesse na teoria dos números; topologicamente, é uma superfície do gênero 3 com 24 perfurações, e geometricamente essas perfurações são cúspides . O quártico aberto pode ser obtido (topologicamente) do quártico fechado, perfurando nos 24 centros do "telhado" por heptágonos regulares, como discutido abaixo. Os quânticos abertos e fechados têm métricas diferentes, embora sejam hiperbólicos e completos - geometricamente, as cúspides são "pontos no infinito", não buracos, portanto o quático aberto ainda está completo.

## Como uma curva algébrica
O quártico Klein pode ser visto como uma curva algébrica projetada sobre os números complexos C, definidos pela seguinte equação quártica em coordenadas homogêneas [x:y:z] em P2(C) :
{\displaystyle x^{3}y+y^{3}z+z^{3}x=0.}
O locus de esta equação em P2(C) é a superfície de Riemannian original que Klein descreveu.

## Construção de álgebra dequaternião
O quártico compacto de Klein pode ser construído como quociente do plano hiperbólico pela escolha de um grupo fuchsiano adequado Γ(I) que é o principal subgrupo de congruência associado ao ideal. {\displaystyle I=\langle \eta -2\rangle } no anel dos números inteiros algébricos Z(η) do campo Q(η) onde η = 2 cos(2π/7) . Observe a identidade
{\displaystyle (2-\eta )^{3}=7(\eta -1)^{2},}
exibindo 2 – η como fator primo de 7 no anel de números inteiros algébricos.
O grupo Γ(I) é um subgrupo do grupo do triângulo hiperbólico (2,3,7) . Nomeadamente, Γ(I) é um subgrupo do grupo de elementos da norma de unidade na álgebra quaternária gerada como uma álgebra associativa pelos geradores i,j e relações
{\displaystyle i^{2}=j^{2}=\eta ,\qquad ij=-ji.}
Escolhe-se uma ordem de quaternião Hurwitz adequada {\displaystyle {\mathcal {Q}}_{\mathrm {Hur} }} na álgebra de quaternião, Γ(I) é então o grupo dos elementos da norma 1 em {\displaystyle 1+I{\mathcal {Q}}_{\mathrm {Hur} }} . O valor mínimo absoluto de um traço de um elemento hiperbólico em Γ(I) é {\displaystyle \eta ^{2}+3\eta +2}, correspondendo ao valor de 3.936 para a sístole do quártico Klein, um dos mais altos deste gênero.

## Revestimento

O lado a lado do quártico pelos domínios de reflexão é um quociente do 3-7 kisrhombille.

O quártico Klein admite revestimento ligados ao grupo de simetria (um " mapa regular " ), e estas são usadas na compreensão do grupo de simetria, que refere-se ao artigo original de Klein. Dado um domínio fundamental para a ação do grupo (para o grupo completo de simetria de inversão de orientação, um triângulo (2,3,7)), os domínios de reflexão (imagens desse domínio no grupo) fornecem um mosaico do quártico, de modo que o grupo automorfismo do ladrilho é igual ao grupo automorfismo da superfície - os reflexos nas linhas do ladrilho correspondem aos reflexos do grupo (os reflexos nas linhas de um dado triângulo fundamental fornecem um conjunto de três reflexões geradoras). Esse mosaico é um quociente do mosaico heptagonal dividido em ordem 3 do plano hiperbólico (a cobertura universal do quártico), e todas as superfícies de Hurwitz são lado a lado da mesma maneira que os quocientes.
Esse mosaico é uniforme, mas não regular (é por triângulos escalenos ) e, em geral, são usados inclinações regulares. Um quociente de qualquer lado a lado na família (2,3,7) pode ser usado (e terá o mesmo grupo de automorfismo); destes, as duas inclinações regulares são o lado a lado de 24 heptágonos hiperbólicos regulares, cada um do grau 3 (encontrando-se em 56 vértices), e o lado a lado duplo por 56 triângulos equiláteros, cada um do grau 7 (encontrando-se nos 24 vértices). A ordem do grupo automorfismo está relacionada, sendo o número de polígonos vezes o número de arestas no polígono nos dois casos.
24 × 7 = 168
56 × 3 = 168
As inclinações de cobertura no plano hiperbólico são as peças heptagonais da ordem 3 e as peças triangulares da ordem 7 .
O grupo automorfismo pode ser aumentado (por uma simetria que não é realizada por uma simetria da cobertura) para produzir o grupo Mathieu M 24 .
Correspondente a cada superfície da quártica (partição da variedade do quártico em subconjuntos) é um poliedro abstrato, que é abstraído da geometria e reflete apenas a combinatória do lado a lado (essa é uma maneira geral de obter um polítopo abstrato de um lado a lado) - os vértices, arestas e faces do poliedro são iguais em conjuntos aos vértices, arestas e faces do lado a lado, com as mesmas relações de incidência, e o grupo automorfismo (combinatório) do poliedro abstrato é igual ao grupo automorfismo (geométrico) do quártico. Dessa forma, a geometria se reduz a combinatória.

### Quártico afim
O que foi apresentado acima é um mosaico do quártico projetivo (um dos diversos fechado); o quártico afim possui 24 cúspides (topologicamente, punções), que correspondem aos 24 vértices do mosaico triangular regular ou equivalentemente aos centros dos 24 heptágonos no mosaico heptagonal, e podem ser realizados da seguinte forma.
Considerando-se a ação de SL(2, R) no superior semi-plano modelo H2 do plano hiperbólico por transformações Möbius, o quártico Klein afim pode ser realizado como o quociente Γ(7)\H2 (Aqui Γ(7) é o subgrupo de congruência do SL(2, Z) consiste em matrizes que são congruentes com a matriz de identidade quando todas as entradas são tomadas no módulo 7. )

## Domínio fundamental e decomposição das calças

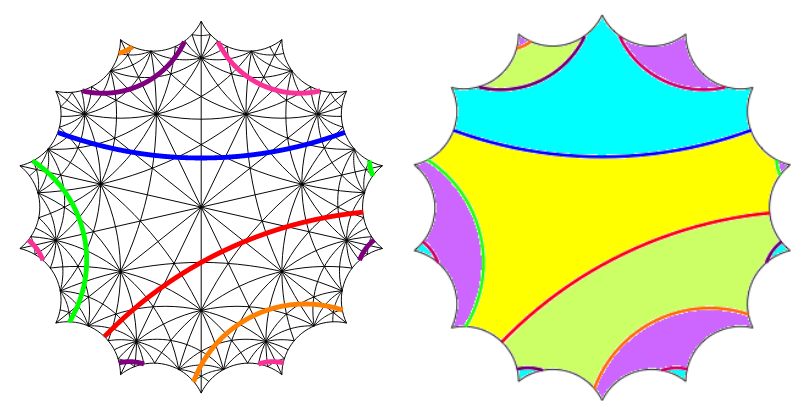
Uma decomposição das calças do quártico Klein. A figura à esquerda mostra a geodésica de contorno no mosaico (2,3,7) do domínio fundamental. Na figura à direita, as calças foram coloridas de maneira diferente para deixar claro qual parte do domínio fundamental pertence a qual par de calças.

O quártico de Klein pode ser obtido como quociente do plano hiperbólico pela ação de um grupo fuchsiano. O domínio fundamental é um tetradecágono(14) regular, que tem área {\displaystyle 8\pi } pelo teorema de Gauss-Bonnet . Isso pode ser visto na figura ao lado, que também inclui os triângulos 336 (2,3,7) que pavimentam a superfície e geram seu grupo de simetrias.

O domínio fundamental do quártico de Klein. A superfície é obtida pela associação de lados com números iguais.

Dentro do mosaico por (2,3,7) triângulos existe um mosaico por 24 heptágonos regulares. A sístole da superfície passa pelos pontos médios dos 8 lados do heptágono; por esse motivo, foi referido como "geodésico em oito etapas" na literatura e é o motivo do título do livro na seção abaixo. Todas as curvas coloridas na figura que mostram a decomposição das calças são sístoles, no entanto, este é apenas um subconjunto; existem 21 no total. O comprimento da sístole é dado por:
{\displaystyle 16\sinh ^{-1}\left(\left({\tfrac {1}{2}}{\sqrt {\csc ^{2}\left({\tfrac {\pi }{7}}\right)-4}}\right)\sin \left({\tfrac {\pi }{7}}\right)\right)\approx 3.93594624883.}
Uma fórmula fechada equivalente é
{\displaystyle 8\cosh ^{-1}\left({\tfrac {3}{2}}-2\sin ^{2}\left({\tfrac {\pi }{7}}\right)\right).}
Enquanto o quártico Klein maximiza o grupo de simetria para superfícies do gênero 3, ele não maximiza o comprimento da sístole. O maximizador conjecturado é a superfície denominada "M3" (Schmutz 1993). M3 vem de um mosaico de (2,3,12) triângulos e sua sístole tem multiplicidade 24 e comprimento
{\displaystyle 2\cosh ^{-1}\left(2+{\sqrt {3}}\right)\approx 3.9833047820988736.}
O quártico de Klein pode ser decomposto em quatro pares de calças cortando ao longo de seis de suas sístoles. Essa decomposição fornece um conjunto simétrico de coordenadas de Fenchel-Nielsen, onde os parâmetros de comprimento são todos iguais ao comprimento da sístole e os parâmetros de torção são iguais a {\displaystyle {\tfrac {1}{8}}} do comprimento da sístole. Em particular, tomar {\displaystyle l(S)} para ter o comprimento da sístole, as coordenadas são
{\displaystyle \left\{l(S),{\tfrac {l(S)}{8}};l(S),{\tfrac {l(S)}{8}};l(S),{\tfrac {l(S)}{8}};l(S),{\tfrac {l(S)}{8}};l(S),{\tfrac {l(S)}{8}};l(S),{\tfrac {l(S)}{8}}\right\}.}
O gráfico cúbico correspondente à decomposição dessa calça é o gráfico tetraédrico, ou seja, o gráfico de 4 nós, cada um conectado ao outros 3. O gráfico tetraédrico é semelhante ao gráfico para o plano Fano projetivo; de fato, o grupo automorfismo do quártico de Klein é isomórfico ao do plano de Fano.

## Teoria espectral

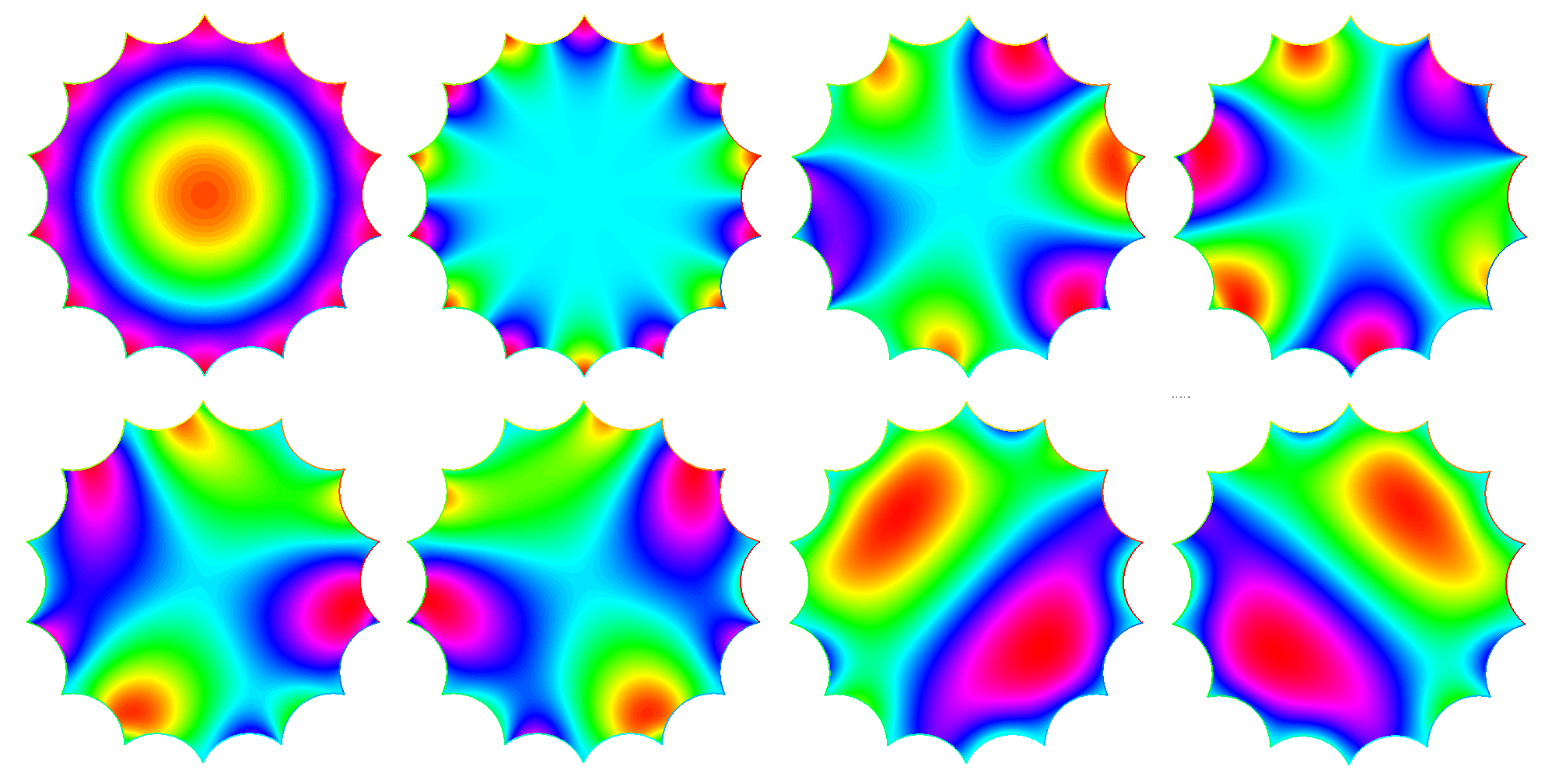
As oito funções correspondentes ao primeiro autovalor positivo da quártica de Klein. As funções são zero ao longo das linhas azuis claras. Esses gráficos foram produzidos no FreeFEM ++.

Pouco foi provado sobre a teoria espectral da quártica de Klein, no entanto, foi conjeturado que ele maximiza o primeiro valor próprio positivo do operador Laplace entre todas as superfícies compactas de Riemann do gênero 3 com curvatura negativa constante. Essa conjectura deriva do fato de o quártico de Klein ter o maior grupo de superfícies de simetria de sua classe topológica, bem como a superfície de Bolza no gênero 2. Os autovalores do quartico de Klein foram calculados com diferentes graus de precisão. Os 15 primeiros autovalores positivos distintos são mostrados na tabela a seguir, juntamente com suas multiplicidades.
| Valor próprio                 | Valor numérico | Multiplicidade |
| ----------------------------- | -------------- | -------------- |
| {\displaystyle \lambda _{0}}  | 0 0            | 1              |
| {\displaystyle \lambda _{1}}  | 2.67793        | 8              |
| {\displaystyle \lambda _{2}}  | 6.62251        | 7              |
| {\displaystyle \lambda _{3}}  | 10.8691        | 6              |
| {\displaystyle \lambda _{4}}  | 12.1844        | 8              |
| {\displaystyle \lambda _{5}}  | 17,2486        | 7              |
| {\displaystyle \lambda _{6}}  | 21.9705        | 7              |
| {\displaystyle \lambda _{7}}  | 24.0811        | 8              |
| {\displaystyle \lambda _{8}}  | 25.9276        | 6              |
| {\displaystyle \lambda _{9}}  | 30,8039        | 6              |
| {\displaystyle \lambda _{10}} | 36,4555        | 8              |
| {\displaystyle \lambda _{11}} | 37.4246        | 8              |
| {\displaystyle \lambda _{12}} | 41.5131        | 6              |
| {\displaystyle \lambda _{13}} | 44,8884        | 8              |
| {\displaystyle \lambda _{14}} | 49.0429        | 6              |
| {\displaystyle \lambda _{15}} | 50.6283        | 6              |

## Modelos tridimensionais
A quártica de Klein não pode ser realizado como uma figura tridimensional, no sentido de que nenhuma figura tridimensional possui simetrias (rotacionais) iguais a PSL(2,7), uma vez que PSL(2,7) não é incorporado como um subgrupo de SO(3) (ou O(3) ) - não possui uma representação linear tridimensional (não trivial) sobre os números reais.
No entanto, muitos modelos tridimensionais do quártico de Klein foram apresentados, começando no artigo original de Klein, que procuram demonstrar características do quártico e preservar topicamente as simetrias, embora nem todos geometricamente. Os modelos resultantes geralmente têm simetrias tetraédrica (ordem 12) ou octaédrica (ordem 24); a simetria da ordem restante 7 não pode ser tão facilmente visualizada, e de fato é o título do artigo de Klein.

O Caminho Óctuplo - escultura de Helaman Ferguson e livro que o acompanha.

Na maioria das vezes, o quártico é modelado por uma superfície lisa do gênero 3 com simetria tetraédrica (a substituição das bordas de um tetraedro regular por tubos/ alças produz essa forma), que foram apelidadas de "tetruses" ou por aproximações poliédricas., que foram apelidados de "tetróides";  em ambos os casos, é uma incorporação da forma em 3 dimensões. O modelo suave mais notável (tetrus) é a escultura The Eightfold Way, de Helaman Ferguson, no Instituto de Pesquisa em Ciências Matemáticas de Berkeley, Califórnia, feita de mármore e serpentina, que foi inaugurada em 14 de novembro de 1993. O título refere-se ao fato de que, iniciando em qualquer vértice da superfície triangulada e movendo-se ao longo de qualquer aresta, se você alternadamente virar à esquerda e à direita ao atingir um vértice, sempre retornará ao ponto original após oito arestas. A aquisição da escultura levou, oportunamente, à publicação de um livro de artigos (Levy 1999)     , detalhando as propriedades do quártico e contendo a primeira tradução para o inglês do artigo de Klein. Modelos poliédricos com simetria tetraédrica geralmente têm casco convexo, um tetraedro truncado - veja (Schulte & Wills 1985) e (Scholl, Schürmann & Wills 2002) para exemplos e ilustrações. Alguns desses modelos consistem em 20 triângulos ou 56 triângulos (abstratamente, o poliedro de inclinação regular {3,7 |, 4}, com 56 faces, 84 arestas e 24 vértices), que não pode ser percebido como equilateral, com torções no braços do tetraedro; enquanto outros têm 24 heptágonos - esses heptágonos podem ser considerados planares, embora não convexos, e os modelos são mais complexos que os triangulares porque a complexidade é refletida nas formas das faces heptagonais (não flexíveis), em vez de nos vértices (flexíveis).

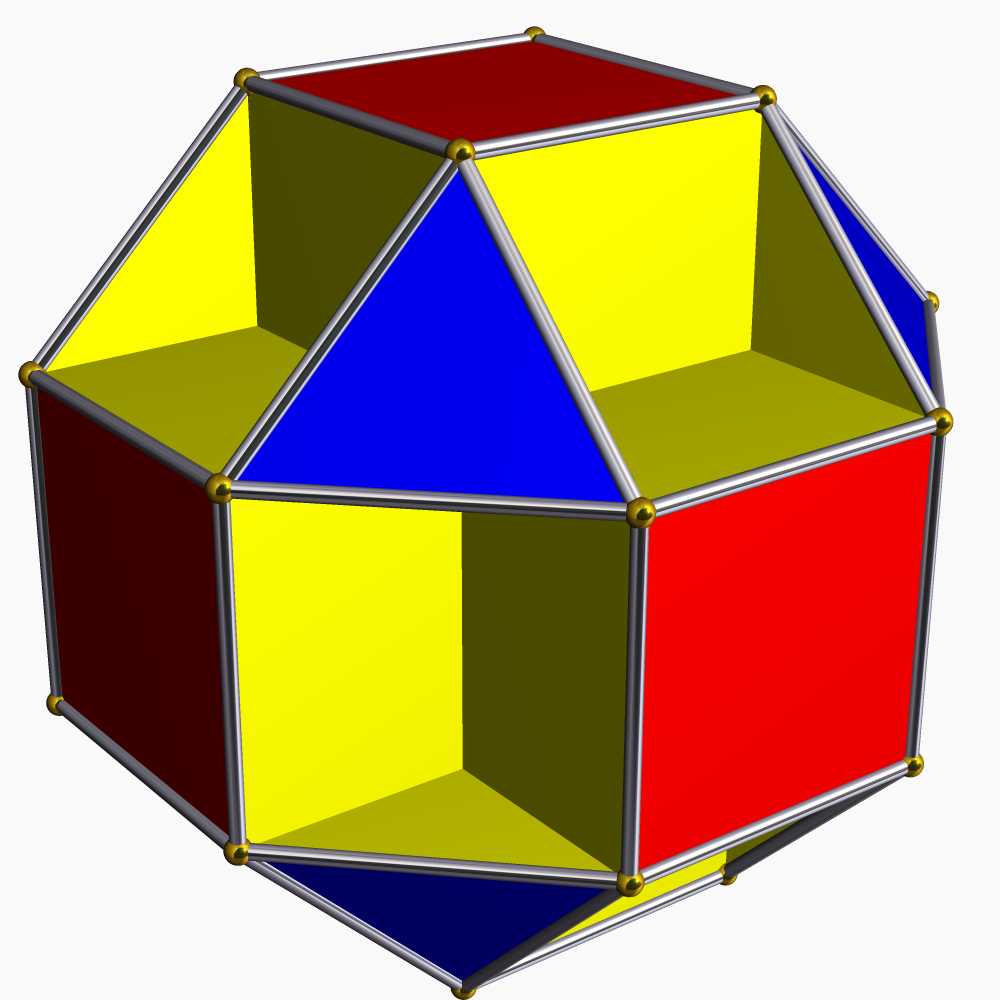
O cubicuboctaedro pequeno é uma imersão poliédrica do ladrilho do quártico de Klein com simetria octaédrica.

Como alternativa, a quártica pode ser modelado por um poliedro com simetria octaédrica: Klein modelou o quártico por uma forma com simetrias octaédricas e com pontos no infinito (um "poliedro aberto"), ou seja, três hiperbolóides reunidos em eixos ortogonais, embora também possa ser modelado como um poliedro fechado que deve ser imerso (com interseções automáticas), não incorporado.  Esses poliedros podem ter vários cascos convexos, incluindo o cubo truncado, o cubo desprezível, ou o rhombicuboctahedron, como no pequeno cubicuboctahedron à direita. A pequena imersão em cubicuboctaedro é obtida juntando-se alguns dos triângulos (2 triângulos formam um quadrado, 6 formam um octógono), que podem ser visualizados colorindo os triângulos (o telhado correspondente é topológico, mas não geometricamente o telhado 3 4 | 4). Esta ideia também pode ser usada para construir geometricamente o grupo Mathieu M 24, adicionando ao PSL (2,7) a permutação que intercambia pontos opostos das linhas bifurcadas dos quadrados e octógonos.

## Dessin d'enfants (desenho de criança)
O desenho de criança no quártico de Klein associada ao mapa de quociente por seu grupo de automorfismo (como quociente a esfera de Riemann) é precisamente o esqueleto 1 do mosaico heptagonal da ordem 3. Ou seja, o mapa de quociente é ramificado sobre os pontos 0, 1728 e ∞ ; dividir por 1728 produz uma função Belyi (ramificada em 0, 1 e ∞ ), onde os 56 vértices (pontos pretos desenhados) se situam acima de 0, os pontos médios das 84 bordas (pontos brancos desenhados) ficam sobre 1, e o os centros dos 24 heptágonos estão sobre o infinito. O desenho resultante é um desenho "platônico", que significa transitivo e "limpo" (cada ponto branco possui valência 2).

## Superfícies relacionadas
O quártico Klein está relacionado a várias outras superfícies.
Geometricamente, é a menor superfície de Hurwitz (gênero mais baixo); o próximo é a superfície de Macbeath (gênero 7), e o seguinte é o trigêmeo First Hurwitz (3 superfícies do gênero 14). Mais geralmente, é a superfície mais simétrica de um determinado gênero (sendo uma superfície de Hurwitz); nesta classe, a superfície de Bolza é a superfície mais simétrica do gênero 2, enquanto a superfície de Bring é uma superfície altamente simétrica do gênero 4 - consulte as isometrias das superfícies de Riemann para uma discussão mais aprofundada.
Algebricamente, o quártico Klein (afim) é a curva modular X(7) e o quártico projetivo de Klein é sua compactação, assim como o dodecaedro (com uma cúspide no centro de cada face) é a curva modular X(5); isso explica a relevância para a teoria dos números.
Mais sutilmente, o quártico Klein (projetivo) é uma curva de Shimura (como são as superfícies de Hurwitz dos gêneros 7 e 14) e, como tais, paramétricas principalmente variedades abelianas polarizadas da dimensão 6.
Também existem outras superfícies quárticas de interesse, como as superfícies quartas especiais .
Mais excepcionalmente, o quártico Klein faz parte de uma " trindade " no sentido de Vladimir Arnold, que também pode ser descrito como uma correspondência de McKay. Nesta coleção, os grupos lineares especiais projetivos PSL (2,5), PSL (2,7) e PSL (2,11) (pedidos 60, 168, 660) são análogos, correspondendo à simetria icosaédrica (gênero 0), as simetrias da quártica de Klein (gênero 3) e da superfície da buckyball (gênero 70). Estes estão ainda ligados a muitos outros fenômenos excepcionais, elaborados em " trindades ".